# Актуганов, Махмут Сафиевич
Махмут (Махмуд) Сафиевич Актуганов (25 декабря 1924 — 24 января 1971, Ленинград) — в годы Великой Отечественной войны — гвардии младший сержант, наводчик противотанкового ружья 221-го гвардейского стрелкового полка 77-й гвардейской стрелковой дивизии 61-й армии Центрального фронта; Герой Советского Союза (15.01.1944), майор.

## Биография
Родился 25 декабря 1924 года в деревне Новосафарово Мишкинского района Башкортостана в семье крестьян. По национальности татарин.
Член КПСС с 1955 года. По окончании начальной школы работал в колхозе.
Призван в Красную Армию в августе 1942 года. В действующей армии с сентября 1943 года. Гвардии младший сержант Махмут Актуганов отличился в боях севернее посёлка Комарин Брагинского района Гомельской области Белоруссии.
Указом Президиума Верховного Совета СССР «О присвоении звания Героя Советского Союза генералам, офицерскому, сержантскому и рядовому составу Красной Армии» от 15 января 1944 года за «образцовое выполнение боевых заданий командования по форсированию реки Днепр и проявленные при этом мужество и героизм» гвардии младшему сержанту Актуганову Махмуту Сафиевичу присвоено звание Героя Советского Союза с вручением ордена Ленина и медали «Золотая Звезда» (№ 891).
После войны Актуганов продолжал службу в Вооружённых Силах СССР. В 1956 году окончил военное училище. С 1969 года майор Актуганов М. С. — в отставке. Жил и работал в городе-герое Ленинграде (ныне Санкт-Петербург).
Умер 24 января 1971 года. Похоронен в Санкт-Петербурге на Магометанском кладбище. Могила Актуганова является единственным на данном кладбище памятником культурного наследия регионального значения.

## Награды
- Медаль «Золотая Звезда» Героя Советского Союза (15.01.1944)[8][9][10].
- Орден Ленина.
- Медали.

## Память
- Именем Героя названа улица в селе Мишкино Мишкинского района Башкортостана.